# Mine (canción de Bazzi)
«Mine» —en español: «Mía»— es el cuarto sencillo del cantautor libanés Bazzi. La canción fue lanzada auto-titulado digitales en Europa y los Estados Unidos el 12 de octubre de 2017. Inicialmente la canción no logró grabarse, pero debutó en la lista el 3 de febrero de 2018, luego de convertirse en un fenómeno de Internet. A partir del 26 de marzo de 2018, la canción se ha listado en varios países, incluyendo los Estados Unidos, donde actualmente se encuentra en la posición número 15 en el Billboard Hot 100. El sencillo está certificado de oro en Australia y Nueva Zelanda.

## Meme
La canción se convirtió en un meme de Internet después de ganar popularidad a finales de enero de 2018. Los videos presentaban una presentación de diapositivas de diferentes imágenes del tema del video con el filtro Snapchat «corazones» y letras superpuestas. La última palabra de cada línea de canción estaba rodeada por diferentes «corazón» y «beso» emojis.

## Posicionamiento en listas
| Listas (2018)                                | Mejor posición |
| -------------------------------------------- | -------------- |
| Alemania (Offizielle Deutsche Charts)        | 25             |
| Australia (ARIA)                             | 11             |
| Austria (Ö3 Austria Top 40)                  | 21             |
| Bélgica (Flandes) (Ultratop 50)              | 14             |
| Bélgica (Valonia) (Ultratip Bubbling Under)  | 1              |
| Canadá (Canadian Hot 100)                    | 13             |
| Dinamarca (Tracklisten)                      | 5              |
| Escocia (Scottish Singles Sales Chart)       | 26             |
| España (Top 100 Canciones)                   | 19             |
| Estados Unidos Billboard Hot 100             | 11             |
| Estados Unidos Mainstream Top 40 (Billboard) | 1              |
| Estados Unidos Rhythmic (Billboard)          | 9              |
| Finlandia (OFC)                              | 10             |
| Francia (SNEP)                               | 145            |
| Italia (FIMI)                                | 13             |
| Nueva Zelanda (Recorded Music NZ)            | 3              |
| Noruega (VG-lista)                           | 5              |
| Reino Unido (UK Singles Chart)               | 21             |
| Suecia (Sverigetopplistan)                   | 4              |
| Suiza (Schweizer Hitparade)                  | 23             |